# Gimhae
Gimhae (hangul 김해시, hanja 金海市) är en stad i provinsen Södra Gyeongsang i Sydkorea, och är belägen strax väster om Busan. Invånarantalet var 559 242 i slutet av 2020.
Roh Moo-hyun, Sydkoreas tidigare president, föddes 6 augusti 1946 i Gimhae.
Trots sitt namn ligger Gimhae International Airport inte i Gimhae, utan strax öster om kommunen i Busan.

## Administrativ indelning
Centralorten har en yta på 119 km² med 448 512 invånare i slutet av 2020. Den är indelad i tolv stadsdelar (dong):
Bukbu-dong,
Buram-dong,
Buwon-dong,
Chilsanseobu-dong,
Dongsang-dong,
Hoehyeon-dong,
Hwalcheon-dong,
Jangyu 1-dong,
Jangyu 2-dong,
Jangyu 3-dong,
Naeoe-dong och
Saman-dong.
Kommunens ytterområde har en yta på 345 km² med 110 730 invånare i slutet av 2020. Det är indelat i en köping (eup) och sex socknar (myeon):
Daedong-myeon,
Hallim-myeon,
Jillye-myeon,
Jinyeong-eup,
Juchon-myeon,
Saengnim-myeon och
Sangdong-myeon.